# Desa Wonojati (administrativ by i Indonesien, lat -8,28, long 113,64)
Desa Wonojati är en administrativ by i Indonesien.   Den ligger i provinsen Jawa Timur, i den sydvästra delen av landet, 800 km öster om huvudstaden Jakarta.